# Pteropus ualanus
Pteropus ualanus es una especie de murciélago de la familia Pteropodidae.

## Distribución geográfica
Se encuentran¡ en Kosrae.